# Talensi-Nabdam
Talensi-Nabdam – dystrykt w Regionie Północno-Wschodnim w Ghanie, jest jednym z niedawno utworzonych dystryktów, po podziale dystryktu Bolgatanga w sierpniu 2004. Jego stolicą jest Tongo.
Dystrykt graniczy od północy z dystryktem Bolgatanga, od południa z dystryktami West Mamprusi i East Mamprusi w Regionie Północnym, od zachodu z Kassena-Nanakana, a od wschodu z Bawku West.
Główne miasta: Duusi, Winkogo-Awaaradone, Kongo, Pwalugu, Sheaga, Shiega Gbane.